# الفن الكوبي
هي مزيج ثقافي متنوع بشكل استثنائي من العناصر الأفريقية وأمريكا الجنوبية والأوروبية وأمريكا الشمالية، مما يعكس التكوين الديموغرافي المتنوع للجزيرة. اعتنق الفنانون الكوبيون الحداثة الأوروبية، وشهد الجزء الأول من القرن العشرين نُمُوًّا في الحركات الكوبية الطليعية، والتي تميزت بخلط الأنواع الفنية الحديثة.
من بين الفنانين الكوبيين الأكثر شهرة في القرن العشرين "أميليا بيلايز" 1896-1968، التي اشتهرت بسلسلة من مشاريع الجداريات، والرسام "ويفريدو لام" 8 ديسمبر 1902-11 سبتمبر 1982، الذي ابتكر نسخة شخصية للغاية البدائية الحديثة.
اشتهر الرسام الكوبي المولد "فيديريكو بيلتران ماسيس" 1885-1949 بكونه رسام تلوين، تشير صوره المغرية للمرأة أحيانًا بشكل صريح إلى الأماكن الاستوائية في طفولته.
ومن المعروف عالمياً عمل المصور ألبرتو كوردا، الذي تضمنت صوره بعد الأيام الأولى للثورة الكوبية صورة تشي جيفارا التي أصبحت واحدة من أكثر الصور شهرة في القرن العشرين.
هناك حركة فنية مزدهرة في الشوارع متأثرة بفناني أمريكا اللاتينية خوسيه جوادالوبي بوسادا ورسام الجداريات دييغو ريفيرا.
بعد الثورة الكوبية عام 1959، شعر بعض الفنانين أنه من مصلحتهم مغادرة كوبا وإنتاج أعمالهم الفنية، بينما بقي آخرون وراءهم، إما سعداء أو راضين فقط عن إبداع الفن في كوبا، الذي ترعاه الحكومة. ولأنه كان برعاية الدولة، فقد حدثت رقابة ضمنية، لأن الفنانين لم يرغبوا في صنع فن ضد الحركة الثورية لأن هذا كان مصدر تمويلهم. كان ذلك خلال الثمانينيات، إذ بدأ الفن يعكس تعبيرًا حقيقيًا غير متأثر. تأثرت "إعادة إحياء" التعبير في الفن الكوبي إلى حد كبير بظهور جيل جديد من الكوبيين لم يتذكر الثورة بشكل مباشر.
في عام 1981، شهد الكوبيون تقديم "المجلد الأول"، وهي سلسلة من المعارض الفردية التي تضم فنانين كوبيين معاصرين. بعد ثلاث سنوات، ساعد تقديم "هافانا بينال" في مزيد من التقدم لتحرير الفن وحرية التعبير فيه.

## الحقبة الاستعمارية
طوال أكثر من 400 عام تحت الحكم الإسباني، عملت كوبا وتحديداً هافانا كمركز تجاري رئيسي للإمبراطورية الإسبانية في الأمريكتين، مع عدد من التجار والإداريين والمهنيين الذين كانوا مهتمين بدعم الفنون. في القرن السادس عشر، بدأ الرسامون والنحاتون في القدوم من أوروبا لتزيين الكنائس والمباني العامة الكوبية. بحلول منتصف القرن الثامن عشر الميلادي، كان الفنانون المولودون في البلاد والذين يعملون وفقًا للتقاليد الأوروبية نشطين في كوبا.
كان خوسيه "نيكولاس دي لا إسكاليرا" 1734 - 1804 أول من ترك مجموعة كبيرة ومميزة من الأعمال. على الرغم من افتقارها إلى الأصالة في الغالب، فإن مناظره الدينية -خاصة تلك التي تزين قبة ومذبح كنيسة سانتا ماريا ديل روزاريو بالقرب من هافانا- مذهلة، وتتضمن أولى الرسوم الفنية الجميلة للعبيد الكوبيين السود.
كان "فيسنتي إسكوبار" 1762 - 1834 من المولدين والذي جعلته مهاراته رسام بورتريه يتمتع بشعبية بين النخبة الكوبية. على الرغم من عدم حصوله على تعليم فني رسمي، فقد افتتح ما يمكن أن يكون أول ورشة عمل/ استوديو للرسم في كوبا، وتخرج لاحقًا مع مرتبة الشرف من الأكاديمية الملكية للفنون الجميلة بسان فرناندو في مدريد. كانت صورته الشخصية ثابتة في النمط الأوروبي الكلاسيكي ولكن كان لها نضارة وحيوية مميزة.
أثبتت ثورة العبيد التي بلغت ذروتها بإعلان هايتي المجاورة استقلالها عام 1804 شيئًا من المكاسب المفاجئة لكوبا، إذ انتقل أصحاب مزارع اللاجئين وعبيدهم إلى الجزء الشرقي المتخلف وغير المأهول بالسكان من الجزيرة. ومع ذلك، أدى نجاح انتفاضة العبيد في توسان وديسالين إلى انتشار القلق الشديد في جميع أنحاء منطقة البحر الكاريبي، وكان أحد ردود الفعل على ذلك هو نمو كوستومبريسمو -وجهات النظر الواقعية والرومانسية للحياة اليومية- في الفن الكوبي.
كان "فيكتور باتريسيو دي لاندالوز" 1830 - 1889 من أوائل الفنانين البارزين في هذا النوع، والذي صورت لوحاته حياة المزارع على أنها خشنة ولكنها طبيعية ومتناغمة. اتخذت رسومه الكاريكاتورية السياسية لمجلة المندريس وجهة نظر أكثر تهكمية عن "الطبقة الأرستقراطية الكريولية" المتحضرة. معارضة الاستقلال الكوبي، فقد الجانب القطري في النهاية حظوته لدى الجمهور، لكن عمله لا يزال ذا قيمة لالتقاط أجواء ومواقف عصره.
في 11 يناير 1818، أُنشئت الأكاديمية الوطنية لبيلاس أرتيس سان أليخاندرو (المعروفة باسم "أكاديمية سان أليخاندرو"، تكريما لمؤسس/ متبرع مهم) في هافانا، تحت إشراف الفرنسي جان بابتيست فيرماي. تعد أقدم أكاديمية للفنون في أمريكا اللاتينية، وهي ثاني أقدم مؤسسة للتعليم العالي في كوبا، بعد جامعة هافانا. استمرارًا حتى يومنا هذا، أنتجت العديد من أهم الفنانين في كوبا.
بحلول أواخر القرن التاسع عشر، أصبح رسم المناظر الطبيعية شائعًا، مع فنانين مثل ميغيل أرياس باردو، وغيليرمو كولازو، وخوسيه أبرو موريل، وخوسيه خواكين تيخادا، الذين أنشؤوا مشاهد تتميز بالبيئة الطبيعية الخصبة في كوبا. على الرغم من المحتوى الحميد لعملهم، كان العديد من الفنانين (ربما كان أبرزهم كولازو) مؤيدين أقوياء لاستقلال كوبا، وقد نُفي بعضهم.
في عام 1898 انتهى حكم إسبانيا لأربعة قرون على كوبا عندما تدخلت القوات الأمريكية إلى جانب المقاتلين المتمردين. ومع ذلك، فقد ثبت أن الاستقلال كان خادعًا، مع سيطرة الولايات المتحدة على السياسة الخارجية لكوبا وجزء كبير من اقتصادها، بينما لم يفعل الرؤساء الأقوياء الكثير لتعزيز الحرية والديمقراطية. استمر الفنانون في أوائل العصر الجمهوري كما في السابق، ورسموا مناظر طبيعية ومشاهد من الحياة الكوبية على الطراز الأوروبي التقليدي، وأظهر بعضهم لمسات خفيفة من الانطباعية. ذهب الكثيرون، مثل أنطونيو سانشيز أروجو، وأرماندو مينوكال، وأنطونيو رودريغيز موري، ودومينغو راموس إنريكيز، وليوبولدو روماناك ، ليصبحوا مدربين أو إداريين في أكاديمية سان أليخاندرو ومؤسسات فنية أخرى. الحركات الحداثية التي هزت الفن الأوروبي في وقت مبكر من القرن العشرين كان لها تأثير ضئيل في البداية على العالم الأكاديمي المغلق للفن الكوبي المعاصر.

## فناني الطليعة
في أواخر القرن التاسع عشر، سيطرت المناظر الطبيعية على الفن الكوبي وكانت الكلاسيكية لا تزال النوع المفضل. وصلت الحركات الفنية الراديكالية التي غيرت الفن الأوروبي في العقود الأولى من القرن إلى أمريكا اللاتينية في عشرينيات القرن الماضي لتشكل جزءًا من تيار قوي من الابتكار الفني والثقافي والاجتماعي.